# Rocky Graziano
Thomas Rocco Barbella (1. ledna 1919 – 22. května 1990), známý spíše jako Rocky Graziano, byl americký profesionální boxer a herec, držitel titulu mistra světa ve střední váze. Graziano je považován za jednoho z největších knockoutérů v historii boxu, který často dokázal svého soupeře vyřadit jediným úderem. V žebříčku největších ranařů všech dob časopisu The Ring se umístil na 23. místě. Bojoval s mnoha nejlepšími boxery střední váhy té doby včetně Sugara Raye Robinsona. Podle jeho autobiografie z roku 1955 byl v roce 1956 natočen film Někdo tam nahoře mě má rád s Paulem Newmanem v hlavní roli Graziana.